# Melanostolus negrobovi
Melanostolus negrobovi är en tvåvingeart som beskrevs av Olejnicek och Bartak 1999. Melanostolus negrobovi ingår i släktet Melanostolus och familjen styltflugor. Inga underarter finns listade i Catalogue of Life.